# دولنی مارنتسی
دولنی مارنتسی (به لاتین: Dolni Marentsi) یک منطقهٔ مسکونی در بلغارستان است که در تریاونا واقع شده‌است.